# Geocaryum cynapioides
Geocaryum cynapioides là một loài thực vật có hoa trong họ Hoa tán. Loài này được (Guss.) Engstrand mô tả khoa học đầu tiên năm 1977.